# Argyroeides quindiensis
Argyroeides quindiensis är en fjärilsart som beskrevs av Paul Dognin 1911. Argyroeides quindiensis ingår i släktet Argyroeides och familjen björnspinnare. Inga underarter finns listade i Catalogue of Life.